# Mashpee
Mashpee város az USA Massachusetts államában, Barnstable megyében. Lakosainak száma 15 060 fő (2020. április 1.).

## Népesség
A település népességének változása:

| 2010 | 14 006 |
| 2020 | 15 060 |